# 글렌데일 통합 학구
글렌데일 통합 학구(영어: Glendale Unified School District, GUSD)는 미국 캘리포니아주 글렌데일을 중심으로한 학구이다.
글렌데일 시를 중심으로 이루어져 있으며, 로스앤젤레스군에 속한 라카냐다플린트리지나 라크레센타몬트로즈도 포함한다. 글렌데일 통합 학구는 20개의 초등학교, 4개의 중학교, 5개의 고등학교, 2개의 자택 교육 및 특수 학생 기관이 있다.
2002년 기준으로 글렌데일 통합 학구는 로스앤젤레스 군의 학구 중 3번째로 큰 규모, 캘리포니아 주에서 30번째로 큰 규모, 미국에서 157번째로 큰 규모이다.
2009년 기준으로 글렌데일 통합 학구는 2,620명의 직원이 있으며, 이중 절반은 학교 교사이다.